# Grüne Partei (Bulgarien)
Die Grüne Partei (bulgarisch Зелена партия Selena Partija) ist eine Partei in Bulgarien. Sie vertritt ökologische und linke Ziele.

## Geschichte
Die Partei wurde am 28. Dezember 1989 als erste neue demokratische Partei in Bulgarien nach den politischen Veränderungen gegründet. Vorsitzender wurde Alexander Karakatschanow.
Von 1991 bis 1992 war sie an der Regierung beteiligt. Seit 2005 war sie Teil der Koalition für Bulgarien unter Führung der Bulgarischen Sozialistischen Partei in der Regierung bis 2009.
2009 und 2013 nahm sie nicht an Wahlen teil. 2014 erreichte sie bei den Parlamentswahlen 0,2 % (7.456 Stimmen).